# Rhynchotreta
Rhynchotreta is een monotypisch geslacht van uitgestorven brachiopoden, dat voorkwam in het Siluur.

## Beschrijving
Deze anderhalve centimeter lange brachiopode kenmerkt zich door een driehoekige vorm met een scherpe spits. Het heeft een duidelijke steelopening. De schelp bevat zeer krachtige ribben.